# Trithuria
Trithuria, biljni rod, jedini u porodici Hydatellaceae, koja je ime dobila po rodu Hydatella Diels, sinonim za Trithuria. Porodica čini dio reda lopočolike (Nymphaeales), a opisana je 1976.
Postoji desetak vrsta malenog vodenog bilja koja rastu po Australiji, Tasmaniji, Novom Zelandu i Indiji.

## Vrste
1. Trithuria austinensis D.D.Sokoloff, Remizowa, T.D.Macfarl. & Rudall
2. Trithuria australis (Diels) D.D.Sokoloff, Remizowa, T.D.Macfarl. & Rudall
3. Trithuria bibracteata Stapf ex D.A.Cooke
4. Trithuria brevistyla (K.A.Ford) de Lange & Mosyakin
5. Trithuria cookeana D.D.Sokoloff, Remizowa, T.D.Macfarl. & Rudall
6. Trithuria cowieana D.D.Sokoloff, Remizowa, T.D.Macfarl. & Rudall
7. Trithuria filamentosa Rodway
8. Trithuria fitzgeraldii D.D.Sokoloff, I.Marques, T.D.Macfarl., Rudall & S.W.Graham
9. Trithuria inconspicua Cheeseman
10. Trithuria konkanensis S.R.Yadav & Janarth.
11. Trithuria lanterna D.A.Cooke
12. Trithuria occidentalis Benth.
13. Trithuria polybracteata D.A.Cooke ex D.D.Sokoloff, Remizowa, T.D.Macfarl. & Rudall
14. Trithuria submersa Hook.f.

## Sinonimi
- Hydatella Diels
- Juncella F. Muell. ex Hieron.